# François-Charles de Beringhen
François-Charles de Beringhen (* 8. Juni 1692 in Marseille; † 17. Oktober 1742 in Le Puy-en-Velay) war ein französischer Geistlicher und Bischof von Puy 1725–1742.

## Leben
François-Charles de Beringhen d’Armainvilliers wurde 1692 geboren. Sein Vater Jacques-Louis de Beringhen, Graf von Châteauneuf und du Plessis-Bertrand, war erster Stallmeister („Monsieur le Premier“) des Königs, seine Mutter Marie-Élisabeth eine Tochter des 2. Herzogs von Aumont, Louis-Marie-Victor d’Aumont, und seiner Frau Madeleine Fare Le Tellier, Tochter Michel Le Telliers.
Beringhen war Doktor der Theologie der Pariser Fakultät (21. Juli 1718), Propst von Notre-Dame de Pignans in der Diözese Frejus (12. März 1717), Kommendatarabt von Sainte-Croix de Bordeaux (14. Mai 1712), Erzdiakon von Melun (April 1721) und zugleich Generalvikar der Erzdiözese Sens. Als Abgeordneter der Kirchenprovinz Sens nahm er an der Generalversammlung des französischen Klerus 1723 in Paris teil.
Am 31. März 1725 vom König zum Bischof der durch den plötzlichen Tod seines Vorgängers Godefroy Maurice de Conflans vakanten Diözese Puy (und damit auch Grafen von Velay) ernannt, wurde er am 24. März 1726 von Erzbischof Chavigny von Sens in der Theatinerkirche in Paris zum Bischof geweiht. Weiheassistenten waren die Bischöfe von Mende, Gabriel-Florent de Choiseul-Beaupré, und Châlons-sur-Marne, Nicolas-Charles de Saulx-Tavannes. Am 3. April desselben Jahres leistete Beringhen in der Kapelle des Schlosses von Versailles den Treueid auf den König.
Als Abgeordneter der Provinz Languedoc für den Klerus hielt er am 4. Mai 1732 in Versailles an der Spitze der Abgeordneten dieser Provinz eine Ansprache an den König und war 1735 einer der Abgeordneten des ersten Standes der Provinz Bourges bei der Generalversammlung des französischen Klerus. In seiner Bischofsstadt Puy berief er 1733 die Schwestern vom hl. Kreuz zur Betreuung des allgemeinen Krankenhauses und 1739 die Brüder der christlichen Schulen zur Übernahme der Schule. Am 4. März 1738 mit der Abtei Saint-Gilles bei Nîmes versehen, legte Bischof Beringhen die Propstei Pignans nieder.
Er starb am 17. Oktober 1742. Der Königlichen Bibliothek hinterließ er eine Sammlung von 80.000 Drucken, die er von seinem Vater, einem bedeutenden Kunstsammler, ererbt hatte.